# El Orden (Madrid)
El Orden fue un periódico anarquista editado en Madrid entre 1875 y 1878, editándose 65 números.

## Historia
Era un periódico clandestino de la sección española de la Primera Internacional. Tenía ideas revolucionarias, y sus inspiradores fueron Tomás González Morago y Juan Serrano Oteiza. Contaba también con las colaboraciones de Rafael Farga Pellicer, Anselmo Lorenzo y Nemesio Gili. Su influencia era notable en el movimiento obrero y socialista. El gobierno ofrecía recompensas a quienes delataran su imprenta.